# Культура стародавнього Сходу
Культу́ра старода́внього Китаю

## Межиріччя

### Історія відкриття
Межиріччям або Дворіччям називають область між річками Тигром і Євфратом. Ця територія зараз переважно належить Іраку. Стародавнє Межиріччя — історична область, де, згідно з сучасними уявленнями, раніше від усіх на планеті складається державність.
Дуже довго ця цивілізація залишалася практично невідомою науці. Основним джерелом знань була Біблія, де є розповіді про будівництво Вавилонської вежі, про правителя Навуходоносора і полонення євреїв, про халдеїв — мешканців Вавилона, про столицю Ассирії — Ніневію — «велику блудницю», про чаші гніву, яку сім ангелів вилили на приєвфратські землі. Опис цих місць зустрічається і у давньогрецького історика Геродота. Він захоплювався стінами Вавилона — такої ширини, що на них могли роз'їхатися дві бойові колісниці, прирахував до чудес світу «Висячі сади Семираміди». Такі свідчення довго викликали сумніви, тому що було незрозуміло, куди могла зникнути велика цивілізація. У XIX столітті відбулися грандіозні археологічні відкриття в долинах Тигру і Євфрату. Були розкопані головні міста Межиріччя, розшифрована писемність, що дозволило досить детально реконструювати минуле Дворіччя.

### Держави Стародавнього Межиріччя
Особливість найдавнішої політичної історії Межиріччя полягає в тому, що тут існувала не одна, а декілька держав, які почергово домагалися переваги в регіоні. У кінці IV — на початку III тисячоліття до н. е. на півдні Дворіччя виникли міста-держави Ур, Урук, Лагаш, об'єднані істориками збірною назвою Шумер (на ім'я народу, що жив там). Дещо пізніше сформувалося і почало завоювання царство Аккад. У III тисячолітті до н. е. велика частина Межиріччя потрапляє під владу Вавилонського царства. Потім, з XVI ст. до н. е., посилюється міць Ассирії (її столиця — місто Ніневія). Після нового недовгого піднесення Вавилону в VI ст. до н. е. Межиріччя було завойоване північним сусідом — Персією (Іраном).
Культура цих держав мала певні відмінності, але чітко простежується її спадкоємність, спільні риси. Межиріччя часто називають колискою людської цивілізації. Багато що з того, що становить сучасну культуру і оточує нас в повсякденному житті, виникло саме там.

### Будівництво й архітектура
У Межиріччі дуже рано (за останніми даними, раніше, ніж у Єгипті) починають будувати іригаційні споруди. Іригація мала планомірний, великомасштабний характер. Повені Євфрату бувають дуже сильними, але нечастими. Тому копалися величезні котловани, які заповнювалися водою під час повені — так створювався запас води на час посухи. Геродот описав судноплавний канал, проритий між Тигром і Євфратом.
Накопичений досвід став використовуватися в будівництві. У кінці IV тисячоліття до н. е. шумери вже будують міста. В них складаються і перші державні структури. Виникає монументальна архітектура. Під час розкопок була знайдена статуя жерця, правителя шумерського міста Лагаша на ім'я Гудеа, який жив у XXI ст. до н. е. Він зображений з планом майбутнього храму в руках. Це — свідчення одночасно високої будівельної техніки і значущості, яку правителі надавали будівельним роботам. Монументальне будівництво, як і іригація, — яскравий приклад перемоги людини над несприятливими природними умовами. Справа в тому, що в Межиріччі немає готових будівельних матеріалів — каменю, дерева. Всі гігантські споруди зводилися з глиняної цегли.
Основними монументальними будовами були храми і палаци. Храми часто розміщувалися на вершині багатоступінчастої башти — зикурату. Зикурати складалися з декількох складених суцільною цегляною кладкою платформ, розміри яких зменшувалися догори. Вважалося, що такі східці сполучають землю і небо. Храм знаходився на верхньому майданчику, піднятися до нього можна було довгими сходами і похилими підйомами. Такі процесії становили частину релігійних церемоній. «Храми-гори», які створювалися працею селян-общинників і рабів, ставали символами всемогутності держави. Слава месопотамських будівельників відбилася в біблійній розповіді про Вавилонську вежу. До речі, при розкопках стародавнього Вавилону був знайдений фундамент гігантського зикурату, який, ймовірно, і був її прообразом.
Величними, як і культові споруди, були палаци правителів Шумера, Аккада, Вавилонії і особливо Ассирії. Вхід до царського палацу в Ніневії був прикрашений величезними статуями божеств — крилатих людинобиків і людинолевів. На стінах залів — сюжетні рельєфи, які детально зображають життя правителя. Найвідоміші — рельєфи, присвячені полюванню — улюбленому заняттю ассирійської знаті. Звірів тримали у спеціальних вольєрах — перших попередниках сучасних зоопарків, а перед полюванням випускали. Рельєфи чудово передають динаміку, азарт погоні. Особливе враження справляють драматичні сцени загибелі тварин — левиці і лева, газелей, диких коней.
Розкопки у Вавилоні дозволили уточнити, як виглядали легендарні «висячі сади» цариці Семіраміди. Це була кам'яна будівля, яка складалася із ступінчастих терас. На кожній терасі був шар землі, де і розбивали сад. Вода вгору подавалася за допомогою лопатевого водопроводу.
Постійні війни вимагали зведення оборонних споруд. Міста Межиріччя стають справжніми фортецями. Про столицю Ассирії Ніневію говорили: «Та, яка своїм сяйвом відкидає ворогів». Зубці її стін, які досягали близько 20 м у висоту, прикрашала цегла, покрита блакитною поливою із золотою блискучою смугою. Вавилон оточували чотири кільця стін. Головні ворота були присвячені богині Іштар. За наказом царя Навуходоносора до них побудували дорогу надзвичайної краси і абсолютної неприступності для можливого ворога. З двох боків здіймалися семиметрові стіни. Ця дорога була вимощена величезними плитами з білого вапняку. На кожній плиті вибито напис: «Я — Навуходоносор… Вавилонську вулицю вимостив…». Bce, що робилося в державі, вважалося заслугою винятково її правителя.

### Писемність і література
Найбільше досягнення культури Межиріччя — писемність. Раніше за всіх її створили шумери в IV тисячолітті до н. е. Спочатку з'явилося малюнкове письмо — піктографія. Поступово окремими знаками почали позначати вже не слово, а склади і звуки, а малюнки змінили свій вигляд. Для письма використовували глину — найпоширеніший природний матеріал у Дворіччі. З ретельно очищеної глини виготовляли табличку, напис наносили паличкою або металевим стрижнем. За формою клиноподібних рисок писемність отримала свою назву — клинопис. Готову табличку обпалювали у спеціальних печах.
Від шумерської писемності походять клинописні системи Аккада, Вавилонії, Ассирії. Свого часу мала місце цікава ситуація: коли лінгвісти розшифрували ассирійський, потім вавилонський клинопис, вони передбачили відкриття ще давнішої культури. Археологи розкопали шумерські пам'ятники значно пізніше.
Зараз уже прочитано тисячі табличок найрізноманітнішого змісту: царські накази, господарські записи, учнівські зошити, наукові трактати, релігійні гімни, художні твори. У Ніневії була зроблена виняткова знахідка — перша в історії людства бібліотека. Її створили за наказом ассирійського царя Ашшурбаніпала. Збереглася і табличка з суворим наказом, розісланим по всій країні, збирати або переписувати глиняні таблички. Бібліотека була блискуче організована: внизу кожної таблички — повна назва книги і номер «сторінки», ящики розміщалися на полицях відповідно до тем, у кожної полиці — номер.
У бібліотеці Ашшурбаніпала збереглася перша з відомих у світовій літературі епічна поема. Вона була створена ще шумерами і розповідає про царя міста Урук, героя Гільгамеша. Гільгамеш і його друг Енкіду здійснюють безліч подвигів. Після смерті Енкіду Гільгамеш не може примиритися з тим, що, на відміну від богів, люди не живуть вічно. Він вирушає шукати таємницю безсмертя. Пошуки приводять його до першої людини — Ут-напішті. Ут-напішті переказує Гільгамешу історію свого життя. Переклад цієї розповіді на європейські мови викликав справжню сенсацію, оскільки вона практично повністю збігалася з розповіддю про «великий потоп» у Біблії: гнів богів, споруда великого корабля, земля, покрита водою; навіть зупинка на вершині великої гори! Наприкінці своєї подорожі Гільгамеш, загубивши чарівну квітку безсмертя, розуміє: вічно живе в пам'яті нащадків той, хто здійснює добрі справи.
Образи і сюжети шумерської, вавилонської, ассирійської міфології збереглися після загибелі цієї цивілізації. Наприклад, міфи про створення світу і людей з глини, про вмираючого і воскресаючого бога Тамуза. Семиденний тиждень склався в ассирійців і вавилонян, які поклонялися семи головним богам. Такі приклади можна продовжувати.

### Наукові знання
Завдяки розшифруванню «глиняних книг» отримано досить точні уявлення про рівень наукових знань у Межиріччі. Охоронцями вищої мудрості були жерці. Особливого значення набуло спостереження за зірками. Зіркам приписувалася магічна сила. Храми на вершинах зикуратів служили своєрідними обсерваторіями. У Вавилонії була відома вся зоряна карта, яка може бути створена без телескопа. Жерці встановили зв'язок Сонця зі знаками зодіаку. На основі астрономічних спостережень було розроблено дуже точний місячний календар. Вавилонці користувалися сонячними і водяними годинниками. Вірили у вплив зірок на долю людини, великою повагою користувалася астрологія.

#### Математика
Особливим для свого часу були і математичні знання: чотири арифметичних дії, зведення в квадрат і знаходження квадратного кореня, обчислення площі геометричних фігур. Сучасний розподіл кола на 360 градусів і години на 60 хвилин сходить до шістичної ассиро-вавилонської системи рахунку.

#### Медицина
Мистецтво вавилонських лікарів славилося на Сході. Їх часто запрошували в інші країни. У Вавилоні було дві медичні школи, які утримувалися державним коштом. Збереглося безліч науково-медичних табличок, складених за одним зразком. Починаються вони словами: «Якщо людина хвора…», далі йде перелік симптомів хвороби, а потім рекомендації щодо лікування. Завершують запис слова: «Він видужає». Цікавий звичай описує Геродот. Коли лікарі не знали, як допомогти хворому, його виносили на ринкову площу і кожний перехожий був зобов'язаний дати раду.
В цілому можна сказати, що розумова праця вже відокремилася від фізичної, але наука носила характер таємного знання.

## Закони Хаммурапі
Певним підсумком розвитку політичної думки давніх стало оформлення письмових законів у Шумері, Аккаді, інших державах Межиріччя. Як цар-законодавець увійшов у світову історію Хаммурапі, який підпорядкував владі Вавилону все Дворіччя (XVIII ст. до н. е.). У Парижі, в Луврі зберігається «Стела Хаммурапі». У її верхній частині — зображення самого царя, який одержує від бога символи влади, а в нижній — вибиті клинописом закони. Велике місце серед них займає боргове право — позики, відсотки на борги, застава. Грошовою одиницею тоді був талант (слово, яке, змінивши значення, увійшло до сучасних мов). Регулюються сімейні стосунки: взяття шлюбу, покарання за невірність, майнові права чоловіків, успадкування, розлучення. Обумовлено, що раб — повна власність хазяїна. Судили жерці, вони могли викликати свідків, які приносили клятву. Покарання передбачалися суворі, існував смертний вирок (відсікання голови, закопування живцем у землю, саджання на кіл). Лікар за невдале лікування карався таким чином: «Якщо лікар, роблячи кому-небудь надріз бронзовим ножем, заподіє смерть цій людині або, знімаючи катаракту бронзовим ножем, пошкодить око цієї людини, то йому повинні відсікти руку». Військо було регулярним, за службу отримували гроші і наділ землі. Вищу владу за всіма законами втілював цар.
Збільшення території держави призводило до ускладнення структури управління. В Ассирії, знову ж уперше, виник чіткий розподіл на місцеві адміністративні одиниці — сатрапії. Потім його запозичила Персія.
Наведена характеристика не вичерпує перелік досягнень у галузі науки і мистецтва, які вперше з'явилися у народів Межиріччя, але вона дає уявлення про той високий рівень, якого досягла тут культура.

## Давньоєгипетська культура

### Історія вивчення

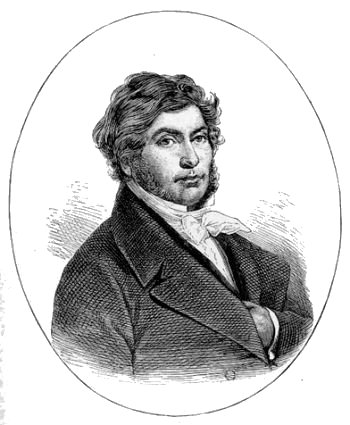
Жан-Франсуа Шампольйон

На відміну від Межиріччя, культура Стародавнього Єгипту ніколи не забувалася людством. Якщо міста Дворіччя опинилися під землею, то давньоєгипетські храми і піраміди, складені з гігантських кам'яних блоків, продовжують височіти і зараз. Як написав арабський мандрівник: «Все на світі боїться часу, але час боїться єгипетських пірамід». Збереглися численні написи на стінах храмів, пам'ятних обелісках, статуях, в жаркому сухому кліматі не загинув навіть папірус (назва цього єгипетського матеріалу для письма походить від назви тростини, яка служила для нього сировиною). Проте уявлення про єгипетську історію довгий час залишалися вельми схематичними. Вченим ніяк не вдавалося прочитати єгипетську писемність — ієрогліфи. Її секрет, який ретельно оберігався кастами жерців і писарів, було втрачено ще в старовину. Давньогрецькі вчені намагалися пояснити значення ієрогліфів, вважаючи їх малюнковим письмом. Подібні спроби залишалися марними аж до XIX ст. Під час єгипетського походу Наполеона було знайдено і вивезено в Європу так званий «Розеттський камінь» (місце знахідки — містечко Розетта). На цьому камені однаковий текст вибито тричі: давніми ієрогліфічними письменами, потім їх пізнішим, спрощеним варіантом і добре відомою давньогрецькою мовою. Цей напис став основою для розшифрування.
Честь відкриття секрету ієрогліфів належить французькому вченому Жану-Франсуа Шампольйону. Він відмовився від припущення, що кожний ієрогліф означає ціле слово. Після багаторічних досліджень Шамполон встановив, що існують ієрогліфи декількох видів: одні позначають слова, а інші — букви або склади. Бувають випадки, коли один знак читається по-різному. У староєгипетській писемності немає голосних, немає постійного напряму письма. Здається, вже цих подробиць вистачить, щоб зрозуміти, яке складне наукове завдання вирішив Шамполон. Він по праву вважається основоположником науки єгиптології.

## Заселення території Єгипту
Заселення території Єгипту відбулося в ранньому неоліті. У X—VI тисячоліттях до н. е. на широких просторах Північної Африки кочували розрізнені племена, які займалися полюванням, збиральництвом і рибальством. У зв'язку зі зміною клімату, яка призвела до висихання саван, племена стали освоювати долину Нілу. Створення складної іригаційної системи дозволило їм перейти до високопродуктивного землеробства і тваринництва. З численних племінних союзів — номів — виникло два політичних об'єднання — Верхній і Нижній Єгипет. Вони об'єдналися на початку III тисячоліття до н. е., після багатьох воєн. Столицею єдиної держави став Мемфіс, пізніше центр перемістився у Фіви.
У давнину єгиптяни вели літочислення за правлячими династіями фараонів. З приходом нової династії відлік років починався заново. У IV ст. до н. е. єгипетський жрець-історик Манефон розподілив історію Єгипту на Стародавнє, Середнє і Нове царства. Цей розподіл лежить і в основі сучасної періодизації:
- Раннє царство (рубіж IV—III тисячоліття до н. е.);
- Давнє царство існувало протягом III тисячоліття до н. е.;
- Середнє — з кінця III до середини II тисячоліття до н. е.,
- Нове — з середини до кінця II тисячоліття до н. е.

Виділяють ще пізній період в I тисячолітті до н. е. (точніше — до IV ст. до н. е., коли Єгипет підкоряють війська Олександра Македонського). Таким чином, давньоєгипетська цивілізація існувала практично три тисячоліття, зберігаючи цілісність своєї оригінальної, складної і надзвичайно багатої культури.

### Релігійні уявлення
Ключем до розуміння всієї культури Стародавнього Єгипту є система релігійних уявлень, відображена в міфології. Основними джерелами, за якими вивчають міфологічні уявлення, є різноманітні релігійні тексти, гімни і молитви богам, записи похоронних обрядів.
Багато богів шанувалися єгиптянами у вигляді тварин. Священний бик Апіс сприймався як уособлення продуктивної сили природи і родючості. Цілий культ склався навколо жука — скарабея. Йому поклонялися в храмах сонячних божеств, зображали штовхаючим перед собою сонячний диск. Під час муміфікації кам'яне зображення скарабея клали на місце серця. Це — найдавніші, пов'язані ще з тотемізмом вірування.
Поступово уявлення про зовнішній вигляд богів змінювалися. Божества стали зображатися, як правило, у вигляді людей з головами тварин, рідше — у вигляді тварин з головами людей. Наприклад, богиня Хатхор зображалася з коров'ячою головою, бог Амон — з рогами барана, бог Гор — з головою сокола. Сфінкс — божество, яке охороняє кордон пустелі, стереже Єгипет від Сету — бога смерті і гарячого спопеляючого вітру — у вигляді лева з чоловічою головою. Певні звірі і птахи стали вважатися душами богів і жили при храмах. Щоб бути визнаним втіленням божества, тварина повинна була мати особливий колір, форму плям, рогів. Після смерті священних тварин муміфікували, ховали за певним обрядом. Археологи знайшли цілі кладовища биків, кішок, крокодилів.
Вищим культом був культ сонячного божества. Єгипет називали «країною Сонця», фараонів — «синами Сонця». У часи Давнього царства головним божеством був бог Сонця — Ра. Захід і схід Сонця різні міфи пояснювали неоднаково. У одних небо уявлялося у вигляді корови з тілом, покритим зірками, а іноді — в образі жінки-богині, яка, зігнувшись, пальцями рук і ніг торкається землі. У такому випадку зникнення і появу Сонця пов'язували з проковтуванням світила і новим його народженням. За іншими уявленнями, Ра вдень пливе по небу в човні до західних гір. Там він пересідає в нічний човен, допливає до східних гір, звідки, витримавши битву зі своїм ворогом-змієм, знову з'являється на небі.
Кожне місто мало свого бога-заступника. У Фівах особливо шанували бога Амона. Коли за часів Середнього царства Фіви стали столицею країни, культ Амона об'єднався з головним державним культом Сонця, склався образ єдиного бога — Амона-Ра.
В епоху Нового царства був недовгий період, коли фараон Аменхотеп IV скасував усі колишні культи і ввів єдинобожжя (монотеїзм) — поклоніння всемогутньому сонячному диску — богу Атону. Своє ім'я, яке означало «Амон задоволений», він замінив на Ехнатон («Корисний для Атона»). Фараон зробив столицею спеціально побудоване місто Ахетатон. Після смерті Ехнатона жерці, проти яких і була, власне, спрямована реформа, швидко відновили шанування Амона-Ра, повернули свою владу і зробили все можливе, щоб ім'я Ехнатона було назавжди забуто. Тільки завдяки тому, що археологи знайшли столицю проклятого фараона-реформатора, його історія стала відома науці.
Дуже важливим був загальноєгипетський культ бога вмираючої і воскресаючої природи Осіріса. Міф розповідає про те, як Осіріс, коли царював, навчив людей обробляти землю і саджати сади. Але його убив брат, злий Сет, бажаючи правити сам. Сестра (і одночасно дружина) Осіріса богиня Ісіда знаходить і оплакує його тіло. Син Осіріса та Ісіди — Гор — вступає в боротьбу з Сетом. Завдяки допомозі Ісіди на суді богів Гора визнають єдиним спадкоємцем. Після перемоги Гор воскрешає батька. Однак Осіріс не бажає залишатися на землі і стає царем потойбічного світу. Цей культ був тісно пов'язаний із землеробством: сівба вважалася похоронами зерна-Осіріса, поява перших сходів — його відродженням. Гора ж порівнювали з сонячним світлом, яке дає життя (сокіл був одночасно символом і Гора, і сонця).
Найважливішою рисою давньоєгипетської релігії було обожнювання царської влади. Померлий фараон прирівнювався до Осіріса, який знаходить вічне життя. Правлячого фараона вважали живим богом, Гором у плоті, сином Ра. Такі уявлення мали реальну основу: влада фараона була абсолютною, йому підкорявся величезний бюрократичний апарат, йому належали всі землі в державі, золоті рудники і копальні срібла, в його особисте розпорядження надходили податки. Вірили, що влада фараона поширюється навіть на сили природи. Існував обряд, коли фараон кидав до Нілу папірус, в якому наказував річці розлитися.
Простим людям заборонялося вимовляти вголос не тільки ім'я фараона, але навіть його царський титул. Фараон — це алегорія, яка збереглася в Біблії (в перекладі — великий будинок, тобто — той, який живе у великому будинку). У написах ім'я фараона захищалося — обводилося особливою рамкою — картушем (до речі, цей звичай допоміг у свій час розшифрувати ієрогліфи). Фараон Нового царства Тутмос III довгі роки не міг зайняти престол, оскільки в країні правила цариця Хатшепсут, яка захопила владу шляхом змови. Коли після її смерті Тутмос став фараоном, він віддав наказ знищити всі написи і статуї на її честь. Леся Українка, що бувала в Єгипті і вивчала його культуру, використала описані уявлення як художній образ в одному з своїх віршів:
| «Я, цар царів, я, сонця син могутній, собі оцю гробницю збудував, щоб славили народи незчисленні, щоб тямили на всі віки потомки Імення…» Далі в крузі збитий напис. |
Дуже складними були уявлення єгиптян про смерть і потойбічний світ. Смерть та існування після неї вважали безпосереднім продовженням земного життя. Розумілося це настільки буквально, що існувало спеціальне заклинання, яке в замогильному світі відвертало смерть від людини, вже померлої на землі. До мертвих зверталися з письмовими проханнями, вони могли взяти участь у судовій справі, лікуванні хворого. Щоб забезпечити вічне існування, треба було дотримуватися безлічі спеціальних обрядів.
Єгиптяни вірили, що людина має декілька душ. Душа на ім'я Ба у вигляді птаха з людською головою в момент смерті покидає тіло. Для того щоб померлий ожив і знайшов безсмертя, Ба повинна повернутися до тіла. Звідси пішов звичай муміфікації. Ще одна душа — Ка — примарний двійник людини, який мешкав у гробниці. Ка також повинна була мати можливість відшукати свою земну оболонку, для цього в гробницю клали скульптурні зображення померлого. Взагалі для подальшого щасливого існування у померлого повинно було бути все, що він мав за життя. Людських жертвоприношень у єгипетському обряді поховання не було. У гробницю клали численні зображення родичів, слуг, рабів. Заупокійний культ пронизував і світогляд, і побут, і мистецтво єгиптян.

### Мистецтво
Роль мистецтва у Стародавньому Єгипті була абсолютно іншою, ніж у сучасній культурі. На відміну від скороминущого земного життя, мистецтво було носієм буття вічного, головним засобом забезпечення безсмертя. Тому праця художників вважалася священною дією. Вони займали високе соціальне становище, часто були жерцями. Написи прославляють їх: «я спорудив…», «я виконав роботи прекрасні…». На відміну від Межиріччя, в історії збереглися імена єгипетських майстрів. Першу піраміду побудував Імхотеп. Він був і архітектором, і математиком, і лікарем. Слава про його мудрість дісталася давніх греків, які ототожнювали Імхотепа з богом цілительства Асклепієм. Разом з тим, свобода індивідуальної творчості була обмеженою, художник насамперед був охоронцем священних традицій. Три тисячоліття мистецтво Єгипту зберігало єдність художнього стилю.
У Єгипті вже на початку III тисячоліття до н. е. складається монументальна архітектура. Причому майже не збереглося громадських будівель, проте безліч — поховальних споруд і храмів.
Першою поховальною спорудою, для якої камінь став основним будівельним матеріалом, була ступінчаста піраміда фараона Джосера (Давнє царство), зведена під керівництвом Імхотепа. Під пірамідою вирубана скельна гробниця неймовірно складного планування (11 паралельних коридорів з усілякими приміщеннями). Вражає вміння каменотесів орієнтуватися в глибині скелі.
Згодом почали будувати геометрично правильні піраміди, які у Давньому царстві були основною формою царських поховань. Поблизу сучасного Каїра, в Гізі, розміщені найбільші з них — піраміди Хеопса, Хефрена і Мікеріна. Піраміда Хеопса досі залишається найбільшою з кам'яних споруд світу. Піраміди оточені храмами. У заупокійний комплекс Хефрена, крім піраміди і храму, входить гігантська фігура Сфінкса (хоч існує припущення, що Сфінкс побудований задовго до появи перших пірамід). Деякі фахівці вважають, що часом на споруді пірамід працювала майже половина працездатного населення Єгипту (це було можливим тому, що на зрошуваних нільських землях вдавалося отримувати врожаї, в яких додатковий продукт становив до 80 %).
З виникненням економічних і політичних труднощів піраміди «зменшилися» за розмірами, а потім змінилися на скельні гробниці і гробниці в «Долині мертвих». Більшість з них була пограбована ще у старовину, тому в 1920—1922 рр. великою подією в єгиптології стало відкриття археологом Говардом Картером незайманої гробниці фараона Нового царства Тутанхамона.
У часи Нового царства були споруджені найзнаменитіші храмові комплекси — храми Амона-Ра в Карнаці і Луксорі, недалеко від Фів. Від Луксора до Карнака веде пряма двокілометрова дорога — алея сфінксів. Ансамбль храмів дуже складний, будувалися вони протягом століть. Найхарактерніша деталь — безліч величезних колон (в одному із залів Карнака їх 144). Стовбур деяких можуть обхопити тільки п'ять чоловік. Колони стилізовано зображають нільські рослини і дерева, їх капітелі виконані у вигляді закритих або розпущених квіток лотоса, листя пальми (капітель — верхня, прикрашена частина колони).
Ще одна справжня перлина давньоєгипетської архітектури — скельний храм фараона Рамзеса II в Абу-Сімбелі. Біля входу в храм чотири двадцятиметрових фігури зображають самого фараона і головних богів. Храм всередині не має штучного освітлення. Він орієнтований таким чином, що один раз на рік — в день приходу Рамзеса II на престол — сонячне проміння досягає головного святилища, освітлює обличчя статуй Рамзеса і Амона, а також вибитий на стіні текст мирної угоди з хеттами, перемогу над якими здобув фараон. Вже в наш час, коли будували дамбу на Нілі, храм в Абу-Сімбелі потрапив у зону повного затоплення. Техніка ХХ століття дозволила перенести величезну споруду (правда, частинами) на безпечне місце.
Як і архітектура, образотворче мистецтво втілює ідею постійності, вічності. Воно підкорялося суворим канонам (у перекладі з грецької слово канон означає правило). Чітко визначені були типи статуй: стоячі — фігура напружено випрямлена, ліва нога робить крок уперед, руки опущені і притиснуті до тіла; сидячі — руки покладені на коліна або одна рука зігнута в лікті, спина випрямлена, погляд спрямований в далечінь. Протягом Давнього, Середнього і Нового царств численні статуї божеств, фараонів, жерців повторювали ці пози.
Особливий канон існував для зображення фігур на площині — рельєфів, фресок, малюнків на папірусі. Голова і ноги зображалися в профіль, а торс і очі — анфас. Вся фігура окреслювалася однією лінією. Розміри зображень передавали ієрархію: чим значнішим вважався об'єкт, тим більшим він зображався. Найбільший — фараон (рівний богам), потім — члени його родини, найменші — раби. Теми композицій були різними — придворне життя, релігійні церемонії, побутові сцени. Часто зображали тварин, причому реалістично. Колірна гама фресок і розфарбованих рельєфів — поєднання жовтих і коричневих тонів із зеленими і блакитними. Ці кольори відповідали землі, рослинам, отже життю і небу.
Згідно з віруваннями одна з душ померлого — Ка — повинна була «поселитися» в його зображенні. Щоб Ка «впізнала» свою матеріальну оболонку, стали виготовляти посмертні гіпсові маски. Так зародилося портретне мистецтво Єгипту. Один з найзнаменитіших жіночих скульптурних образів у всьому світовому мистецтві — портрет Нефертіті, дружини фараона-реформатора Ехнатона. При розкопках Ахет-Атона була знайдена майстерня скульптора Тутмеса, а в ній — портрети членів царської родини. Зображення цариці Нефертіті у високому головному уборі звичайно відтворюють у профіль, при цьому не видно, що робота над зображенням другого ока не закінчена. Одні дослідники пояснюють цю обставину раптово перерваною роботою (в майстерні всюди — сліди погрому), інші — наміром художника, який не захотів, щоб його твір замурували в гробницю (в іншому місці вмістище Ка не могло знаходитися).

### Наукові знання
У процесі спостережень за природою, господарської діяльності, політичного життя накопичувався досвід. Господарювання в долині Нілу взагалі неможливе без певних наукових знань, тому вони перетворювалися на своєрідний важіль політичної влади. Виникнувши з практичних потреб, наукові знання утаємничувалися й охоронялися жрецькою кастою. Розвиток астрономії диктувався потребою обчислювати періоди розливу Нілу. Було помічено, що розлив збігався з появою на світанку, після довгої перерви, яскравої зірки Сіріус. Завдяки цьому, власне, ставав можливим ритуал, коли фараон «командував» розливом.
Єгипетські жерці розробили надзвичайно точний для свого часу сонячний календар. Спочатку діяв календар, який складався з 360 днів. Коли жерці уточнили тривалість року, було вигадано міф про те, що боги подарували народу Єгипту декілька днів, які були оголошені святковими. У пізньому періоді навіть виник проект введення високосних років, але він не здійснився. Саме в Єгипті розділили добу на 24 години.
Розробляється десяткова система рахунку. Єгиптяни оперували простими дробами з чисельником 1, уміли обчислювати довжину кола і площу круга. Звичай муміфікації сприяв розвитку анатомічних знань (для порівняння — в Межиріччі препарування трупів було заборонене державою). Існували лікарі різних спеціальностей — окулісти, дантисти, хірурги.
При храмах діяли закриті навчальні заклади — «будинки життя». Школи писарів (а ці посади, як правило, передавалися спадкоємцю) створювалися при дворі фараона, при храмах і великих державних установах. Основні предмети — читання, письмо і лічба. Навчання грамоти полягало в заучуванні ієрогліфів, читанні текстів і письмових вправах. Тексти для письма (як правило, для переписування) добиралися з таким розрахунком, щоб їх зміст був повчальним, сприяв усвідомленню майбутнім писарем своєї місії. Одне з найвідоміших повчань свідчить: «Зверни ж серце твоє до книг… немає нічого вищого за книгу».
Після походів Олександра Македонського замкнена єгипетська культурна традиція перервалася, але порівняно з іншими цивілізаціями Стародавнього Сходу через греків культурні досягнення Єгипту мали найбільший вплив на зовнішній світ.

## Культура Стародавньої Індії

### Географічні умови та періодизація історії
Одним з перших осередків людської цивілізації, нарівні з Єгиптом і Межиріччям, була і Стародавня Індія. Півострів Індостан — це своєрідний субконтинент, відокремлений від іншої Азії ланцюгом гір і гірських хребтів, він омивається водами Індійського океану, Аравійського моря і Бенгальської затоки. Попри ці природні перешкоди, вже в старовину він був одним з найзаселеніших регіонів планети.
Центрами цивілізацій, ставали басейни річок (Інд, Ганг і особливо притоки Інду — П'ятиріччя, або Пенджаб), де місцеві мешканці раніше почали займатися землеробством. Саме в Індії вперше стали вирощувати бавовну, рис, цукрову тростину (саме слово «цукор» походить від санскритського «сакхарі» — тростинний цукор), були приручені зебу (горбатий бик), слони.
В історії і культурі Стародавньої Індії можна виділити декілька періодів. Появу перших великих держав, створених, як вважають, дравідськими племенами, відносять до III тисячоліття до н. е. Їм на зміну приходить «арійська цивілізація», пов'язана з появою на північному заході Індії, а потім і на більшій частині півострова індоєвропейських племен, що називали себе «аріями» («благородні», «з хорошої сім'ї»). У цей час (приблизно XV—VI ст. до н. е.) виникає спочатку декілька окремих держав, а з VI ст. до н. е. починає посилюватися одна з них — Магадха, що знаходилася в долині Гангу. Один з її царів — Чандрагупта Маур'я, засновник династії Маур'їв, у IV ст. до н. е. вперше в історії Індії об'єднав її в єдину державу — імперію Маур'їв (IV — II ст. до н. е.). Наступний період починається з підкорення північної частини Індії кушанами, вихідцями з Середньої Азії, — панування Кушанської династії (I — III ст. до н. е.). Нового загальноіндійського об'єднання вдалося досягнути династії Гуптів у IV — VI ст. н. е.

### Харапська цивілізація
До середини XIX ст. світ нічого не знав про найдавнішу цивілізацію в долині Інду, вважаючи, що культуру в Індію принесли арії. Однак випадкове відкриття англійського генерала Каннінгема в районі села Хараппа (штат Пенджаб), який знайшов цікаві печатки з абсолютно невідомими до того написами, примусила переглянути цю точку зору і почати з 20-х років XX століття планомірні розкопки.
Були знайдені великі міста — Хараппа, Мохенджо-Даро, Калібанган та ін. Вони будувалися за схожими проектами і складалися з «цитаделі» («верхнього» міста) і «нижнього» міста з житловими спорудами. Будівлі зводилися з обпаленої цегли, зв'язуючим матеріалом був мулкий або гіпсовий розчин. Вулиці перетиналися суворо перпендикулярно, на перехрестях кути будівель закруглялися, щоб не перешкоджати рухові. Будинки не мали прикрас і вікон, що виходять на вулицю. Жителі цих давніх міст були дуже консервативними. Розташування вулиць не мінялося століттями, а нові будинки зводилися на місці старих. У всіх містах була система каналізації, причому здійснювалося як водопостачання, так і відведення стічних вод. Нічого подібного в інших державах того часу ще не зустрічалося. Існували також громадські купальні, які служили для ритуального обмивання.
Ремісники навчилися добре обробляти метали — мідь, олово, бронзу, золото, срібло, але при цьому абсолютно не знали заліза. Про існування торгівлі свідчать знахідки гир і вимірювальної лінійки.
Археологи знаходять багато статуеток з глини, м'яких порід каменю. Особливу увагу фахівців привернула бронзова статуетка оголеної танцівниці і скульптурне зображення чоловіка з бородою, який умовно іменується «жерцем».
Дуже своєрідними є печатки-амулети із зображеннями людей, богів і тварин і, найголовніше, із зразками писемності. Вона не була алфавітною і складалася з малюнків (піктограм). Рядки розташовувалися горизонтально і включали до 8 знаків. Писали справа наліво. Розшифрування цих написів поки ще не завершено. З малюнків на печатках можна робити висновки і про певний зв'язок релігії жителів Хараппи з пізнішими релігійними віруваннями Індії (наприклад, зображення богів у позі йоги).

### Релігійні вчення

#### Літературна традиція
В середині II тисячоліття до н. е. культура Хараппи занепадає з остаточно не з'ясованих причин. Одна з них — проникнення в Індію з півночі арійських племен, які були знайомі з залізом і досить швидко перейшли до осілого землеробського способу життя.
Характерним явищем для суспільного устрою давніх арійців були варни — своєрідні стани, які почали складатися у них ще до переселення на Індостан. На кінець II тисячоліття до н. е. остаточно склалася доктрина про 4 варни, кожна з яких була створена з тієї чи іншої частини тіла першолюдини Пуруші (або в наступній традиції Праджапаті, втілення бога Брахми): брахмани (жерці) — з вуст; кшатрії (знать, воїни) — з плечей; вайшії (землероби, ремісники, торговці) — зі стегон; шудри (низи суспільства — слуги, бідняки, переселенці) — зі ступенів ніг.
Арійські закони забороняли шлюби поза варнами, не допускали їх змішування і не дозволяли навіть доторкатися до людей, які стоять поза варнами, — прибиральників сміття, могильників, катів. Вони так і називалися — «недоторкані».
```
філософських уявлень у Стародавньому Єгипті.
```

### Веди
Навіть в сучасній Індії джерелом мудрості вважаються «Веди» — збірники священних гімнів на честь арійських богів. Відомі 4 таких збірники. Найдавніший з них — «Рігведа» — належить до III, а частково і до кінця VI тисячоліття до н. е. і складається з 10 книг і 1028 гімнів. Пізніше були складені «Самаведа» та «Яджурведа», які включають співи і жертовні формули. Остання — «Атхарваведа» — містить магічні формули. До ведичної літератури належать також різні коментарі до Веди, написані пізніше.
Ведична література дає нам уявлення про релігію давніх аріїв. Вони вважали, що Всесвіт складається з трьох світів: неба, повітря і землі. І боги, відповідно, ділилися на 3 групи. На початку I тисячоліття до н. е. на основі ведизму і вірувань доарійського населення виникає брахманізм. Згідно з ним лише брахмани могли виконувати релігійні обряди і вчити людей релігії. На зміну старим ведичним богам — Варуні, Індрі, Сур'ї — приходять нові: Брахма вважається творцем світу, Вішну — його охоронцем, а Шива — руйнівником.
Одночасно виникає вчення про міграцію душ (сансара — «блукання», «переродження»), про «дхарму» — закон, моральний порядок, і про «карму» — діяння людини, що визначають її становище. Сюди ж примикає й уявлення про «мокшу» — стан «ненароджуваності і невмирання». Всі ці релігійно-філософські переконання знайдуть потім своє відображення в буддизмі та індуїзмі.
Брахманізм склав легенди про подвиги героїв Крішни і Рами, які покладено в основу епічних поем — «Махабхарати» і «Рамаяни». Перша з них («Велика війна нащадків Бхарати») була складена мудрецем і співаком В'ясою і складається з 18 книг, які містять 107 тисяч двовіршів. Це у 8 разів більше, ніж обсяг «Іліади» і «Одіссеї». Сюжетом епосу є боротьба за владу нащадків легендарного Бхарати — Пандавів і Кауравів. Але «Махабхарата» — не тільки літературний твір, вона є також законоповчальним трактатом і священною книгою. Особливо це стосується шостої її частини, названої «Бхагавадгіта» («Пісня (гімн) бога»), яка являє собою повчання Крішни.
«Рамаяна» («Сказання про Раму») за розмірами поступається «Махабхараті», але відрізняється більшою гармонією й образністю. В основі сюжету лежить історія життя Рами — ідеального сина та ідеального правителя, його любов до Сіти, її викрадення царем ракшасів (демонів), перемога Рами і його воцаріння у рідному місті. Обидві поеми стали національним надбанням індійського народу, невичерпним джерелом сюжетів і образів для літератури і мистецтва.
Починаючи з VI ст. до н. е. в побуті поширюються нові твори брахманістів — Сутри і Шастри — своєрідні трактати з різних галузей знань. З'являються збірники законів, найвідоміший з яких — «Закони Ману». Виникають перші філософські школи: санкх'я, йога, ньяя, вайшешика, міманса та веданта, найбільш войовничою з яких була остання. У V — IV ст. до н. е. брахман Паніні створює єдину літературну мову — санскрит («очищений», на відміну від «пракритів» — розмовних мов), який став мовою міжіндійського спілкування.
VI ст. до н. е. пов'язане в історії Індії з появою нових вірувань — джайнізму і буддизму. Термін «джайнізм» походить від слова «джайна» — переможець (мається на увазі переможець над кругообігом перероджень). Його фундатор Махавіра жив у VI ст. до н. е. В основі вчення — шлях звільнення від сансари через дотримання «трьох скарбів» джайнізму: «правильного знання», «правильного бачення» і «правильної поведінки». Махавіра заповів своїм послідовникам аскетизм і ахімсу (неспричинення шкоди всім живим істотам як умова порятунку душі).

### Буддизм
Виникнення буддизму — однієї з сучасних світових релігій — пов'язують з ім'ям Сіддхартхи Гаутами (563—483 рр. до н. е.), який у 28 років покинув дім батька-раджі й 7 років перебував у мандрах, поки на нього не зійшло Просвітлення і він не став Буддою («Просвітленим»). Будда відкрив чотири «благородні істини» про те, що життя є страждання, причиною яких є людські бажання, пристрасті, прагнення життя і що вихід з цього — угамування всіх пристрастей. Головна мета людини — досягнення «нірвани», стану, коли людина назавжди виключається з процесу перевтілень. і зливається з духовною «божественною» першоосновою світу. Таким чином, порятунок був можливий для кожної людини незалежно від її походження через самовдосконалення і без будь-яких посередників (наприклад, брахманів). Найвищого піднесення буддизм досягає за Ашоки — третього імператора з династії Маур'їв (268—232 рр. до н. е.). Він скликав буддійський собор, де були затверджені канонічні основи буддизму. Завдяки його зусиллям буддизм вийшов за кордони Індії.
З часу підкорення Північної Індії Кушанською імперією (1 століття н. е.) відбуваються серйозні зміни в індійському суспільстві. На основі системи варн починає складатися кастова система. Касти (в Індії — джаті) — замкнені групи населення зі своїми звичаями і законами. Члени «джаті» жили в одній місцевості, займалися однорідною діяльністю, мали свою адміністрацію, систему взаємодопомоги, загальну касу. Спілкування між членами різних каст обмежувалося.
У Кушанську епоху оформлюється новий напрям буддизму — махаяна, де Будда стає богом, а також з'являється культ бодхисаттв — святих, які досягли рівня Будди, але тимчасово відмовилися увійти в нірвану з співчуття до людства. Буддизм у цей час підкоряє Китай та Індокитай, трохи пізніше досягає Кореї. Починаючи з IV ст. н. е. поширюється релігійна освіта. У V ст. цар Кармагупта з династії Гуптів відкрив найвідоміший буддійський університет — монастир Наланда у Північному Біхарі. Пізніше з'явилися університети в Таксилі та Аджанті.
У боротьбі з буддизмом починає формуватися новий тип брахманізму — індуїзм. Основу вчення склала «Бхагавадгіта». Виходячи з того, що кожне божество — це втілення верховного бога (як Рама або Крішна були втіленням бога Вішну), індуїзм дозволяв будь-які культи і вірування, виявляючи при цьому ще більшу терпимість, ніж буддизм. Головні боги індуїзму — Шива, Вішну і богиня Шакті — були також втіленнями вищого божества — Брахми, який сидить на троні у вічній медитації на вершині Гімалаїв.
Таким чином у ході стародавньої історії Індії оформилися основні релігійні вчення: на основі ведичної традиції — брахманізм, який трансформувався в індуїзм; джайнізм; буддизм.

### Мистецтво

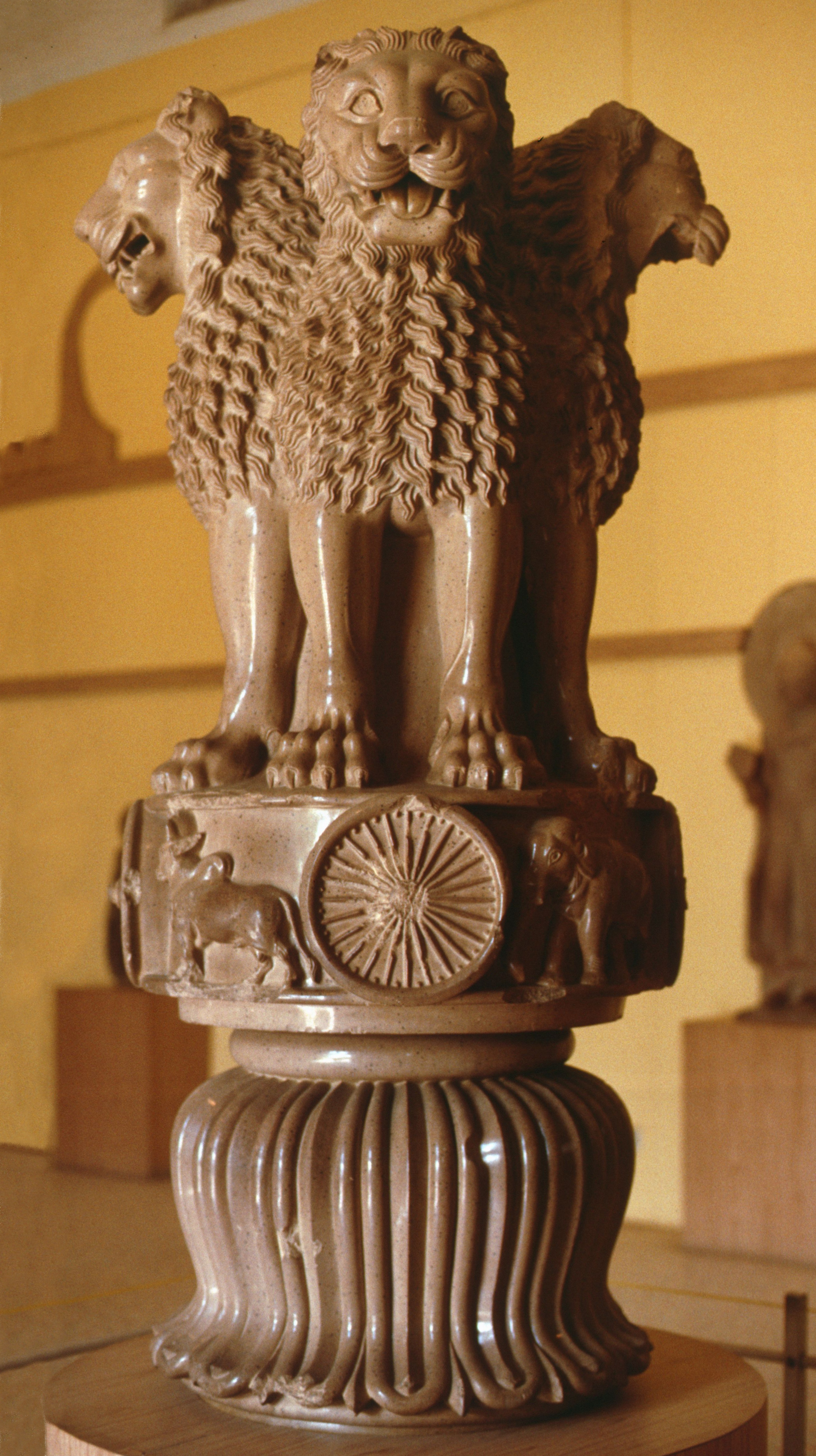
Левова капітель Ашоки

Всі ці релігії впливали не тільки на літературну традицію, але й на архітектуру та образотворче мистецтво.
Спочатку арійські племена використовували для будівництва майже винятково дерево. Кам'яні палаци замість дерев'яних споруд стали зводитися за царювання Ашоки з династії Маур'їв. Відомий його палац в Паталіпутрі — столиці Магадхи. Повсюдно ставилися стамбхи — кам'яні стовпи з буддійською символікою або зображенням тварин і висіченими на них написами (наприклад, Левова капітель з Сарнатха, зведена на місці першої проповіді Будди, яка стала гербом сучасної Індії). У цей же час з'являються і перші ступи — культові споруди напівсферичної форми, що зберігають реліквії, пов'язані з Буддою. За переказом, Ашока звів 84000 ступ.
Прекрасні архітектурні пам'ятники дійшли до наших днів з часів Кушанської імперії. Це передусім чайт'ї — печерні храми, наприклад, печерні комплекси в Карлі і Еллорі. Унікальний храм в Кайласі поєднав образи і мотиви з індуїзму, джайнізму і буддизму. Найвідоміший скельний храмовий комплекс знаходиться в Аджанті. Її печерні храми зберегли багатобарвні фрески. Реалістичні і в той же час стилізовані розписи покривають все: і стіни, і стелю, і колони.
До Кушанської епохи Будда зображався тільки у вигляді символів, тепер з'являються його зображення у вигляді людини. Його часто оточують бодхисаттви, як, наприклад, на стелі з Катри (II ст. н. е.).
Найпоширенішим напрямом у мистецтві цього часу стає гандхарське (на ім'я місцевості Гандхара на північному заході Індії). Воно поєднало в собі традиції середньоазіатської, іранської, індійської та елліністичної культури. Прикладами можуть служити статуї Будди з Хоті-Мардану і з Тахт-і-Бахі. Зображення в гуптському мистецтві стають більш вишуканими і чуттєвими. Будда зі знаменитої статуї з Сарнатха IV ст. трактується як ідеальна людина, яка досягла нірвани.
Взагалі імператори з династії Гуптів протегували художній творчості. На основі стародавнього виду театрального мистецтва — пантоміми — виникає драматургія. При дворі Чандрагупти II (380—415 рр.) жили найкращі поети того часу. Найвідоміший з них Калідаса (353—420). До нас дійшли три його драми, найбільш довершеною з яких є «Шакунтала». Існував і народний театр, що поєднував музику і пластику танцю. Індійці дуже полюбляли різні ігри. Одна з них — чатуранга (шатрандж) — дійшла і до нас у вигляді сучасних шахів.
Досягають високого рівня наукові знання. Однією із загадок для сучасних вчених залишається нержавіюча залізна колона в Делі. Математики вже знали квадратні і кубічні корені. Астрономи встановили, що Земля обертається навколо своєї осі і що Місяць переймає своє світло у Сонця. За часів Середньовіччя ці знання, як і індійські цифри, запозичили араби.
Стародавня Індія збагатила світову культуру, вона вплинула на сусідні країни, особливо на Південно-Східну Азію. Буддизм став світовою релігією.

## Етапи розвитку культури Стародавнього Китаю

### Періодизація
З більшою підставою, ніж про будь-яку культуру, можна говорити про культурну єдність, своєрідність і замкненість культури, яка сформувалася в Стародавньому Китаї і майже без змін проіснувала аж до XVII ст. н. е. Основні періоди (епохи) в історії Стародавнього Китаю традиційно носять назви династій і царств:
- Шан (або Інь) — XVI — XI ст. до н. е.
- Чжоу і Чжанго — XI — III ст. до н. е.
- Цінь — 221 — 207 рр. до н. е.
- Хань — 206 — 220 рр. до н. е.

### Період Шан (Інь)
Найдавніші племена на території Китаю селилися, як і в інших давньосхідних цивілізаціях, у долинах великих річок, головною з яких була Хуанхе. Одне з цих племен, яке себе називало Шан (сусіди дали йому ім'я Інь), змогло ближче до середини II тисячоліття до н. е. створити першу державу. Саме в цей період починають закладатися основи Давньокитайської культури. Було винайдено шовкопрядіння, бронзоливарну справу, ієрогліфічну писемність, зародилися основи містобудування.
Правителі держави — вани (князі) — одночасно вважалися верховними жерцями. При їх дворі працювали вчені, які вели літописи, спостерігали небесні явища, добре знали історичні події минулого. Велика увага приділялася астрономії. Була встановлена тривалість місяця з 29,5 дня і сонячного року з 366 днів. У календарі були чітко визначені сезони року. Місяць поділявся на декади — повний складався з 30 днів, неповний — з 29.
Інська писемність з'являється в досить розвиненому вигляді, що дає можливість відносити її виникнення до більш раннього періоду. Найдавнішими є гадальні написи XIV — XI ст. до н. е. Існувало понад 3,5 тис. ієрогліфів, 2,5 тис. з яких збереглися і до наших днів. Для письма використовували гладку поверхню панцирів черепах і кісток тварин, а також довгі тонкі дерев'яні або бамбукові планки, які з'єднувалися потім шнурком або ременем.
Найдавніші твори китайського мистецтва датуються III тисячоліттям до н. е. Вони представлені в основному керамікою, виготовленою на гончарному крузі. В епоху Інь поширюються бронзові предмети. Найчастіше зустрічається бронзовий посуд для жертвоприношення з рельєфною поверхнею і зображеннями тварин.
Значну роль у житті шанського суспільства відігравала релігія. У всіх явищах природи давні китайці бачили волю духів і богів. Вони порівнювали з божествами грім, вітер, дощ тощо. Існував також культ предків. Верховним божеством вважали Небо, яке уявляли у вигляді кола, землю зображали у вигляді квадрата, в центрі якого поміщали свою батьківщину. Тому свою країну вони і назвали Піднебесною або Серединним царством.

### Період Чжоу і Чжанго
У XI ст. до н. е. державу Шан завоювали племена Чжоу. Недовгий розквіт змінився роздробленістю і міжусобними війнами — епохою Чжанго — «Ворогуючих царств» (V — III ст. до н. е.).
Безперервні війни сприяють нагромадженню військового досвіду. Фундатором військової теорії вважається Сунь Цзи. Його «Трактат про військове мистецтво» став каноном військової науки свого часу і досі вважається класикою військово-стратегічної думки.
В епоху Чжоу продовжився бурхливий розвиток астрономії. З'явилися нові прилади для визначення координат небесних світил — армілярні сфери. За 600 років до н. е. було введено сонячно-місячний календар. На 350 р. до н. е. вченим стало відомо, що тривалість сонячного року — 365,25 доби, а місячного — 295 діб. Знаки 12 тварин служили для позначення «земних гілок» циклу в 600 років. У IV ст. до н. е. вченим Ші Шенєм було складено перший у світовій історії зоряний каталог, що включав 800 світил. Починаючи з 240 р. до н. е. точно відмічалася кожна поява комети, відомої зараз під назвою Галлея.

### Давньокитайська медицина
Значними були досягнення давньокитайських медиків. Частина їх методів лікування не втратила своєї актуальності за наших часів: голкотерапія, пульсова діагностика, припікання тощо.

### Давньокитайська філософія

Даоська монада, що зображає концепцію Інь-Ян

П'ять стихій та три кола: зеленими стрілками позначені коло породження, червоними — коло подолання, синіми — коло контролю (погашення)

У періоди Чжоу і Чжанго формується китайська філософія. Виникають матеріалістичні переконання, в основі яких лежали уявлення про п'ять першоелементів («стихій») природи: води, вогню, металу, дерева, землі. Одночасно відбувається становлення головних принципів вчення про протилежні і взаємопов'язані сили Інь і Ян, дія яких розглядалася як причина руху і мінливості у природі. Це знаходить своє втілення в стародавньому літературному пам'ятнику Китаю — «Книзі перемін» (XII — VI ст. до н. е.).
У VI — V ст. до н. е. зароджуються даосизм і конфуціанство. Засновником даосизму вважається мудрець Лао-цзи. У центрі його вчення — поняття Дао («Шлях»), якому підлеглий весь світ і яке є основою та джерелом всього сущого. Весь Всесвіт має своє Дао і перебуває у постійному русі, в постійній зміні, підкоряючись природній необхідності. Поведінка людини також повинна керуватися природними законами, вона не повинна втручатися у природний плин життя, інакше це призведе до хаосу. Засуджуючи багатство, розкіш, знатність, виступаючи проти жорстокості і свавілля, насильства і воєн, Лао-цзи, проте, проповідував відмову від боротьби, висував теорію «недіяння», ненасильницького споглядання.
Конфуціанство виникло як етикополітичне вчення і надалі набуло значного поширення. Основоположник вчення Кун Фу-цзи (551 — 479 рр. до н. е.) вважав вічним встановлений Небом порядок, закликав шанувати традиції у сім'ї і державі, ставлячи понад усе виховання людини. Він розробив цілу систему правил і норм поведінки людини — Ритуал, згідно з яким треба шанувати предків, поважати старших, прагнути до внутрішнього самовдосконалення. Покірність молодших старшим і народу володарям вводилася у вічний і непорушний закон. Будь-які докорінні зміни засуджувалися. Конфуціанське вчення здобуло популярність серед родової знаті, яка не бажала змін у суспільстві. Проте імператори династії Цінь досить жорстоко боролися проти нього, і тільки у Шанській імперії конфуціанство стало офіційною державною ідеологією (і було такою до початку ХХ ст.!).

### Давньокитайське мистецтво
До літератури чжоуського періоду належать названа вище «Книга перемін», а також «Книга пісень» — пам'ятник найдавнішої народної поезії, до якої входить 305 поетичних творів, і «Книга історії» — збірник офіційних документів та описів історичних подій. Всі вони визначили подальший розвиток літератури і поезії.
Це стосується і творчості Цюй Юаня (340 — 278 рр. до н. е.). Він походив зі знатного аристократичного роду, але конфліктував з придворними сановниками, що і відбилося на його поезії. Багато його творів мають сатиричний характер. Цюй вважається основоположником літературної поезії і по праву називається першим видатним поетом Китаю.
У період Чжоу значно розширюється коло ремесел, з'являється безліч предметів декоративно-прикладного мистецтва, створених висококваліфікованими майстрами: бронзові дзеркала, вироби з нефриту, лакові вироби тощо. Виробництво лаку, до речі, в той час було відоме тільки в Китаї. В цей же час у Китаї ведеться розробка родовищ руд заліза, міді, олова. Тут вперше починають видобуток соляних розчинів за допомогою свердловин, які бурять на глибину до 900 м.
Музичне мистецтво спочатку виконувало ритуальні функції. В чжоуський період пісні і танці відокремлюються, удосконалюються техніка музичної гри і музичні інструменти. Китайці казали: «Слова можуть обманювати, люди можуть прикидатися, тільки музика не здатна на це».

### Період Цінь
У недовгий період правління династії Цінь припинилися міжусобні війни, Китай об'єднався. Імператор Цінь Ші-Хуанді розпочав грандіозне будівництво: були прокладені нові дороги, прориті канали, столиця імперії Сяньян обнесена могутніми мурами. Але головне будівництво розгорнулося на півночі, де Китай постійно діймали кочові племена. Щоб обмежити їх проникнення на територію Цінської імперії, почалося зведення знаменитої Великої Китайської стіни. Роботи велися протягом 10 років безперервно — і вдень, і вночі. В цілому на спорудженні стіни працювало близько 2 млн людей. Загальна довжина її становила майже 4 тисяч км, кожні 60-100 метрів над стіною здіймаються вежі. Висота стіни досягала 10 метрів, а ширина була така, що по ній вільно могли проїхати 5—6 вершників.
З розмахом будувалася і гробниця Цінь Ші-Хуанді. Вона оточена двома рядами високих стін, які створюють в плані квадрат (символ землі). На відстані півтора кілометра від гробниці прориті одинадцять підземних тунелів, де розташовувалося «військо», виліплене з глини. Кожний воїн був виконаний у натуральну величину і наділений індивідуальними рисами.

## Династія Хань
Новий розквіт культури і мистецтва Китаю починається з утвердженням династії Хань. Масштабні гідротехнічні роботи, будівництво палаців, храмів, гробниць вимагали значних математичних знань. У I ст. н. е. було створено трактат «Математика в десяти розділах», який узагальнив знання в цій галузі за декілька віків. Тут уперше зустрічаються від'ємні числа і даються правила операцій над ними.
Новий крок уперед робить астрономія. У 27 р. до н. е. було зроблено перший запис про спостереження сонячних плям. Найвидатніший астроном старовини Чжан Хен (78 — 139 рр. н. е.) зумів нарахувати 2,5 тис. зірок, розташованих в 124 сузір'ях. Він створив перший у світі небесний глобус, що відтворював рух небесних тіл, винайшов перший сейсмограф.
Тоді ж з'явився компас, що мав вигляд ложки, яка лежить на металевій пластині і вказує ручкою на північ. Набули поширення зубчасте колесо і водяний млин.
Китайці цього періоду були чудовими будівельниками і архітекторами. Зведення будівель на 2—3 і більше поверхів з багатоярусним дахом, критим кольоровою черепицею, було звичайною справою. Подібний тип будівель увійшов в архітектурну традицію і зберігся в Китаї на довгий час.
Ханське образотворче мистецтво різко відрізнялося від символічного мистецтва минулих періодів. Для нього характерне реалістичніше трактування сюжету й образів. Винятковий інтерес являють скульптурні рельєфи з Шаньдуна і Сичуані, знайдені в могильних склепах. Тут, крім релігійних і міфологічних сюжетів, зображені побутові сцени.
Триває прогрес писемності. Замість загостреної палички, яка служила для письма лаком на бамбукових і дерев'яних планках, почали використовувати волосяний пензель. На рубежі нашої ери в Китаї була винайдена туш, а потім стали користуватися графітом. Нарешті, в І ст. н. е. китайці винайшли папір. Традиція приписує честь його винаходу євнуху імператорського палацу Цай Луню. З II ст. н. е. папір набуває великого поширення, остаточно витісняючи бамбукові планки і шовк. До Європи він потрапить лише у Середньовіччі.
Імператори протегували літературі і мистецтву. При імператорському дворі була створена багата бібліотека, організована Музична палата, де збиралися і оброблялися народні мелодії та пісні. Діяльність Музичної палати заклала основи нової традиції ліричної поезії.
Сима Цянь (145 — 86 рр. до н. е.) вважається батьком китайської історичної науки і одночасно класиком китайської прози. Його «Історичні записки» складаються з 130 розділів і викладають історію Китаю з найдавніших часів. Досить сказати, що всі подальші китайські історичні праці будувалися за їх зразком, у тому числі і праця іншого ханського історика — Бань Гу. Його твір «Історія Старшої династії Хань» охоплює 230 років, починаючи від першого ханського імператора.
Картина культурного життя Ханської імперії буде не повною, якщо не сказати про проникнення до Китаю буддизму. Він вніс новий струмінь у розвиток китайської філософії і сильно вплинув на китайську культуру. З'явилися буддійські монастирі, скельні ансамблі. Але буддизм набирає тут нової форми — чань-буддизму (пізніше в Японії він став називатися дзен-буддизмом). Однак особливого розвитку все це набуде вже в рамках Середньовіччя.
Таким чином, культуру Китаю відрізняло не тільки різноманіття, але й велика життєстійкість. Вона змогла увібрати і перетворити всі зовнішні культурні впливи. Китайська писемність стала основою для писемності Кореї, Японії, В'єтнаму. Шовк, компас, папір, туш, порох вперше були винайдені в Китаї. Але слід зазначити, що досягнення китайської культури стали відомими на Заході значно пізніше.

## Загальна характеристика культур
Загальна характеристика найдавніших на Землі цивілізацій Сходу — Межиріччя, Єгипту, Індії та Китаю — показує, що вони мали як спільні риси, так і значну своєрідність.
До спільних рис можна віднести надзвичайну роль держави (насамперед в особі верховного правителя) в усіх сферах життя, відокремлення розумової праці від фізичної, накопичення чималих наукових знань — поки без виділення науки в самостійну сферу, провідне місце монументальної архітектури у мистецтві, а в ній — схильність до гігантських форм. Відмінності культури Стародавнього Межиріччя в тому, що тут основні елементи цивілізації (міста, писемність, держава) виникають раніше. У Єгипті ж внаслідок більшої захищеності країни, а звідси — більшої стабільності і тривалості існування її культури — всі ці елементи набувають повнішого і закінченого вигляду. До особливостей давньоіндійської культури можна віднести значний розвиток та складність релігійно-філософської думки, етикополітичних та естетичних вчень. У Китаї давня культурна традиція, не перериваючись, була продовжена в середні віки.